# Xiangqi

Plansza do gry w xiangqi przedstawiająca początkowe ułożenie bierek

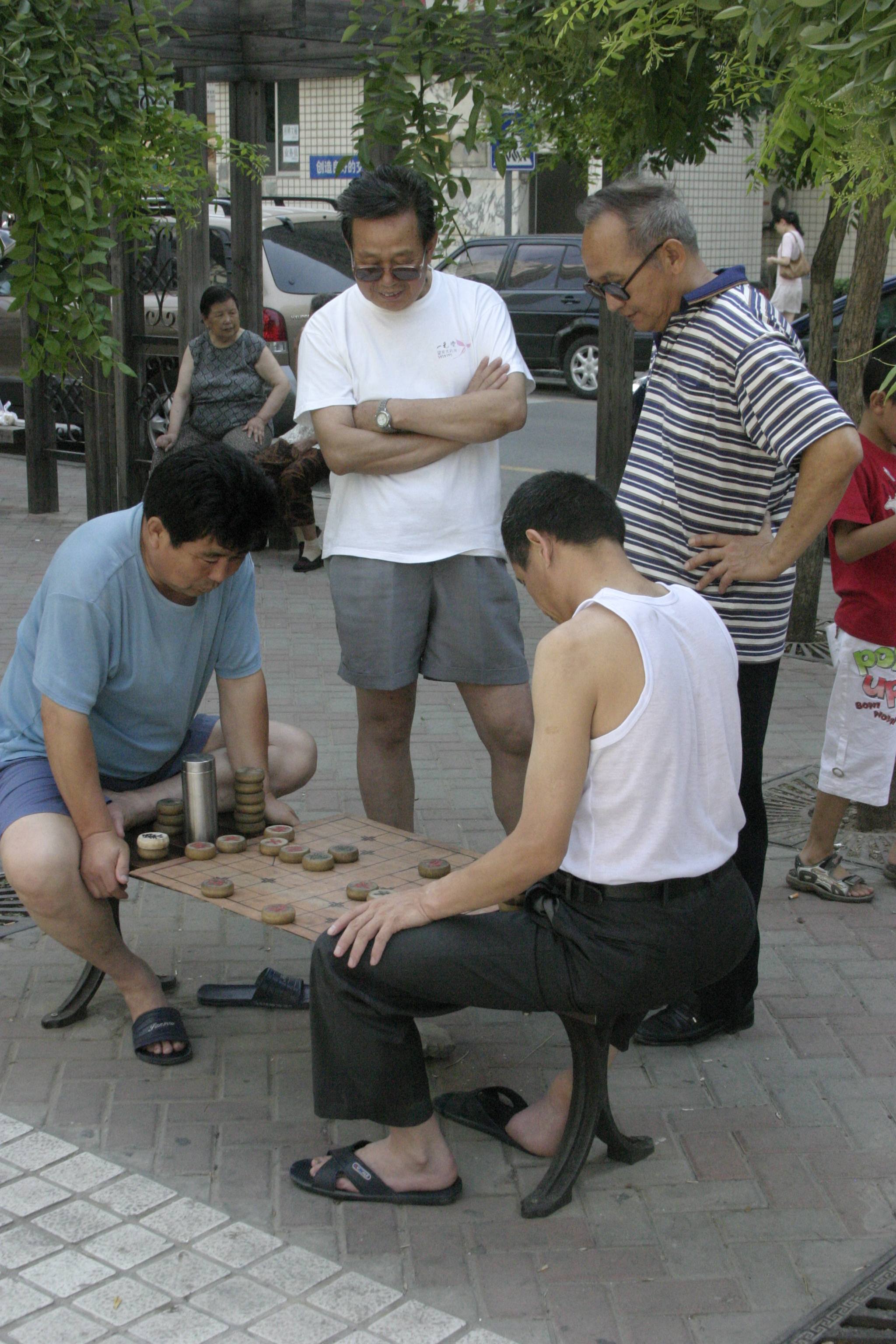
Partia xiangqi rozgrywana na ulicy Pekinu

Xiangqi (wymowaⓘ) – gra planszowa zwana także szachami chińskimi. Celem gry jest zamatowanie generała przeciwnika.
Plansza szachów chińskich składa się z 10 linii poziomych oraz 9 linii pionowych. Bierki, podobnie jak w go, kładzione są na przecięciach owych linii. Sama plansza podzielona jest na dwie części przedzielone pustym obszarem pomiędzy 5. a 6. linią poziomą, który określany jest mianem rzeki. Na planszy występują także dwa tzw. pałace - obszary o wielkości 3 na 3, na których zaznaczone są ukośne linie.

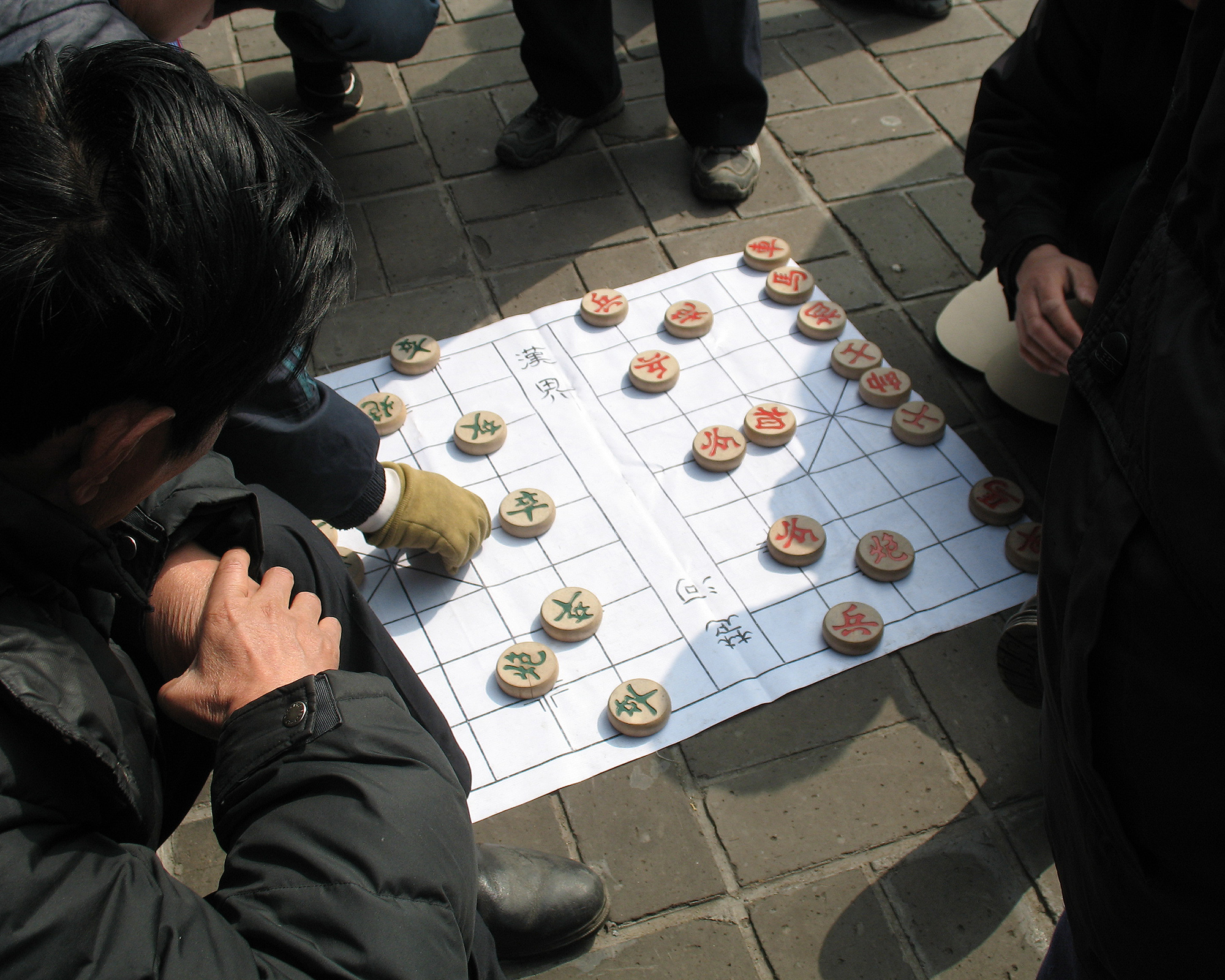
Ludzie grający w Xiangqi na ulicy w Pekinie

## Bierki
Każda strona ma 5 pionów, w sumie każda strona ma do dyspozycji 16 bierek tak jak w szachach klasycznych. Te bierki to:
| Bierki              | Liczba | Oznaczenie graficzne | Nazwa chińska           | Nazwa angielska         |
| ------------------- | ------ | -------------------- | ----------------------- | ----------------------- |
| generał             | 1      |                      | shuài (帥) / jiàng (將) | marshal / general       |
| doradcy (strażnicy) | 2      |                      | shì (仕) / shì (士)     | advisor / guard         |
| słonie              | 2      |                      | xiàng (相) / xiàng (象) | minister / war elephant |
| skoczki             | 2      |                      | mà (傌) / mǎ (馬)       | horse / cavalry         |
| wieże               | 2      |                      | jū (俥) / jū (車)       | chariot / rook          |
| działa              | 2      |                      | pào (炮) / pào (砲)     | cannon / catapult       |
| piony               | 5      |                      | bīng (兵) / zú (卒)     | private / soldier       |

### Generał
Generał może poruszać się wykonując ruch o jedno pole wyłącznie po linii prostej. Obszar jego ruchów ograniczony jest obszarem pałacu. Dodatkowo jeden generał nie może znajdować się w jednej linii bezpośrednio naprzeciwko drugiego generała. Generał bije inną bierkę poprzez zajęcie jej pola.

### Doradca (strażnik)
Doradca (strażnik) może się poruszać wykonując ruch o jedno pole wyłącznie po skosie i, podobnie jak generał, tylko w obrębie pałacu. Doradca (strażnik) bije inną bierkę poprzez zajęcie jej pola.

### Słoń
Słoń może przemieszczać się po skosie dokładnie o dwa pola. Na jego drodze nie może znajdować się inna bierka, a także nie może on przekraczać rzeki. Słoń bije inną bierkę poprzez zajęcie jej pola.

### Skoczek
Skoczek porusza się o jedno pole po prostej i następnie o jedno pole po skosie. Ruch jest podobny do ruchu skoczka w szachach, jednak w przeciwieństwie do niego nie przeskakuje on figury w pierwszej fazie swojego ruchu. Podobnie jak w przypadku słonia na jego drodze nie może znajdować się inna bierka. Skoczek bije inną bierkę poprzez zajęcie jej pola.

### Wieża
Wieża porusza się, tak jak w szachach, o dowolną liczbę pól po liniach prostych. Wieża bije inną bierkę poprzez zajęcie jej pola.

### Działo
Armata porusza się, podobnie jak wieża, o dowolną liczbę pól po liniach prostych. Bije ona bierki w specjalny sposób. Armata przeskakuje bowiem nad pierwszą napotkaną bierką i zbija drugą, zajmując jej pole.

### Pion
Pion, do momentu przekroczenia rzeki, porusza się o jedno pole do przodu. Po jej przekroczeniu może także poruszać się o jedno pole na boki. Co ważne, w odróżnieniu od zachowania piona w szachach, po dojściu do końca planszy nie następuje jego promocja. Traci on wtedy tylko możliwość poruszania się do przodu.

## Przybliżone wartości bierek
| Bierki                          | Punktów |
| ------------------------------- | ------- |
| pion przed przekroczeniem rzeki | 1       |
| pion po przekroczeniu rzeki     | 2       |
| pion na ostatniej linii         | ¾       |
| doradca (strażnik)              | 2       |
| słoń                            | 2       |
| skoczek                         | 4 – 5   |
| działo                          | 4 – 5   |
| wieża                           | 9       |